# Wilhelm Jelinek (Handballspieler)
Wilhelm Jelinek (* 17. März 1994 in Wien) ist ein österreichischer Handballspieler.

## Karriere
Der 1,98 Meter große und 88 Kilogramm schwere Kreisläufer spielte in seiner Jugend für Union West Wien. In dieser Zeit wurde er in die Auswahl des Wiener Handballbundes einberufen und nahm mit dieser an diversen nationalen Turnieren teil. Mit dem Start der erneuten Zusammenarbeit zwischen Union West Wien und der SG Handball West Wien lief er für die HLA-Mannschaft auf. Im Jänner 2023 unterschrieb er einen, ab der Saison 2023/24 gültigen, Vertrag beim UHK Krems. 2022/23 sicherte sich Jelinek mit der SG Handball Westwien den Meistertitel in der Handball Liga Austria. 2024/25 feierte Jelinek, mit Krems, seinen zweiten Meistertitel in der HLA Meisterliga.
Weiter nahm Wilhelm Jelinek mit dem Jugendnationalteam des Jahrgangs 1994 und zweimal an einer Jugendeuropameisterschaft teil und konnte jeweils den 6. Platz erreichen. Zur Vorbereitung auf die heimische U-20-Handball-Europameisterschaft der Männer 2014 nahm das Team 94, wie es in Österreich genannt wurde, am Spielbetrieb der HLA teil.

## HLA-Bilanz
| 2011/12   | SG Handball West Wien                                           | HLA                                                             | 2                                                               | 1/2                                                             | 1                                                               |                                                                 |                                                                 |                                                                 |                                                                 |                                                                 |
| 2012/13   | SG Handball West Wien                                           | HLA                                                             | 4                                                               | 0/0                                                             | 4                                                               |                                                                 |                                                                 |                                                                 |                                                                 |                                                                 |
| 2013/14   | SG Handball West Wien                                           | HLA                                                             | 28                                                              | 0/0                                                             | 28                                                              |                                                                 |                                                                 |                                                                 |                                                                 |                                                                 |
| 2014/15   | SG Handball West Wien                                           | HLA                                                             | 17                                                              | 0/0                                                             | 17                                                              |                                                                 |                                                                 |                                                                 |                                                                 |                                                                 |
| 2015/16   | SG Handball West Wien                                           | HLA                                                             | 26                                                              | 0/0                                                             | 26                                                              |                                                                 |                                                                 |                                                                 |                                                                 |                                                                 |
| 2016/17   | SG Handball West Wien                                           | HLA                                                             | 62                                                              | 0/0                                                             | 62                                                              |                                                                 |                                                                 |                                                                 |                                                                 |                                                                 |
| 2017/18   | SG Handball West Wien                                           | HLA                                                             | 82                                                              | 0/0                                                             | 82                                                              |                                                                 |                                                                 |                                                                 |                                                                 |                                                                 |
| 2018/19   | SG Handball West Wien                                           | HLA                                                             | 93                                                              | 2/2                                                             | 91                                                              |                                                                 |                                                                 |                                                                 |                                                                 |                                                                 |
| 2019/20   | Saison aufgrund der COVID-19-Pandemie in Österreich abgebrochen | Saison aufgrund der COVID-19-Pandemie in Österreich abgebrochen | Saison aufgrund der COVID-19-Pandemie in Österreich abgebrochen | Saison aufgrund der COVID-19-Pandemie in Österreich abgebrochen | Saison aufgrund der COVID-19-Pandemie in Österreich abgebrochen | Saison aufgrund der COVID-19-Pandemie in Österreich abgebrochen | Saison aufgrund der COVID-19-Pandemie in Österreich abgebrochen | Saison aufgrund der COVID-19-Pandemie in Österreich abgebrochen | Saison aufgrund der COVID-19-Pandemie in Österreich abgebrochen | Saison aufgrund der COVID-19-Pandemie in Österreich abgebrochen |
| 2020/21   | SG Handball West Wien                                           | HLA                                                             | 40                                                              | 0/0                                                             | 40                                                              |                                                                 |                                                                 |                                                                 |                                                                 |                                                                 |
| 2008–2021 | gesamt                                                          | HLA                                                             | 354                                                             | 3/4 (75 %)                                                      | 351                                                             |                                                                 |                                                                 |                                                                 |                                                                 |                                                                 |

## Erfolge
- SG Handball Westwien
  - 1× Österreichischer Meister 2022/23
- UHK Krems
  - 1× Österreichischer Meister 2024/25